# 克马农村居民点 (尼科利斯克区)
克马农村居民点（俄语：Кемское сельское поселение）是俄罗斯联邦沃洛格达州尼科利斯克区所属的一个农村居民点。其下辖有23个居民点，行政中心为博罗克。据2015年统计，该农村居民点的人口为1390人。